# Sidi Moussa Ben Ali
Sidi Moussa Ben Ali (en àrab سيدي موسى بن علي, Sīdī Mūsà ibn ʿAlī; en amazic ⵙⵉⴷⵉ ⵎⵓⵙⴰ ⴱⵏ ⵄⵍⵉ) és una comuna rural de la prefectura de Mohammédia, a la regió de Casablanca-Settat, al Marroc. Segons el cens de 2014 tenia una població total de 11.445 persones.